# Посольство Камбоджи в России
Посо́льство Короле́вства Камбо́джа в Росси́йской Федера́ции (кхмер. ស្ថានទូតព្រះរាជាណាចក្រកម្ពុជាប្រចាំសហព័ន្ធរុស្ស៊ី) — дипломатическая миссия Королевства Камбоджа в Российской Федерации, расположенная в районе Хамовники города Москва в бывшей городской усадьбе А. И. Фонвизина — В. А. Еремеева в Староконюшенном переулке.
Нынешний чрезвычайный и полномочный посол Королевства Камбоджа в Российской Федерации — господин Паня Пичкхун.

## Послы Камбоджи в России
- Хюи Кантхуль (1965—1969)
- Чеа Сан (1969—1978)
- Хор Намхонг (1982—1989)
- Сек Сетха (1994—?)
- Кхиеу Тхавика (2007—2010)
- Тхай Винну (2010—2016)
- Висет Кер (2016—2019)
- Сейла Еат (2020—2023)
- Паня Пичкхун (с 2023)